# Yervant Gianikian
Yervant Gianikian (Merano, 1942) è un artista, architetto e regista italiano di origini armene.

## Biografia
Il padre di Yervant Gianikian era un sopravvissuto al Genocidio armeno, al quale era sfuggito fuggendo in Italia.
È stato compagno della regista Angela Ricci Lucchi, con cui ha condiviso l'attività e la ricerca artistica.
La prima produzione comprende numerosi cortometraggi di cinema sperimentale e d'avanguardia. Ne sono un esempio i "film profumati", la cui proiezione è accompagnata dalla diffusione di essenze che interagiscono con il film. Successivi sono i documentari, lungometraggi realizzati con la tecnica del found footage.
Nel concorso della sua carriera ha esposto le sue opere in importanti centri culturali quali Jeu de Paume a Parigi (1995, 2006), MoMA di New York (2000, 2009), Biennale di Venezia (2001), Tate Modern di Londra (2011), MART di Rovereto (2014).
Nel 2015 il Centre Pompidou di Parigi ha promosso in loro omaggio un'esposizione dal titolo "Yervant Gianikian & Angela Ricci Lucchi: Rétrospective".

## Filmografia parziale
- Dal Polo all'Equatore (1986)
- Prigionieri della guerra (1995)
- Su tutte le vette è pace (1999)
- Oh! Uomo (2004)
- Uomini anni vita (1990)
- Images d'Orient: Tourisme vandale (2001)
- Inventario balcanico (2000)
- Pays barbare (2013)
- I diari di Angela - Noi due cineasti (2018)

## Riconoscimenti
- 2004 – C.I.C.A.E. Award (Cannes Film Festival): nomination per Oh! Uomo
- 2005 – Miglior documentario (Golden Apricot Yerevan International Film Festival): menzione speciale della giuria per Oh! Uomo
- 2011 – Miglior documentario sperimentale (Jihlava International Documentary Film Festival): nomination per Notes sur nos voyages en Russie 1989-1990
- 2013 – Miglior documentario (Jihlava International Documentary Film Festival): nomination per Pays barbare
- 2013 – Pardo d'oro (Locarno International Film Festival): nomination per Pays barbare
- 2014 – IBAFF Award (IBAFF International Film Festival): vincitore per Pays barbare[5]